# Caracteres chinos tradicionales
Los caracteres chinos tradicionales es el nombre occidental para referirse a los conjuntos de caracteres chinos modernos que han pasado procesos de reforma y estandarización diferentes del proceso de reforma de los caracteres chinos llevado a cabo por el gobierno de la República Popular China en la segunda mitad del siglo XX.
En chino hay dos maneras de referirse a estas formas de los caracteres chinos. La más común es fántǐzì (繁體字T, 繁体字S) que literalmente significa «caracteres de forma compleja». Especialmente en Taiwán, algunas personas consideran que los caracteres tradicionales no son «complejos», sino que son los caracteres correctos u ortodoxos, por lo que prefieren el término zhèngtǐzì (正體T, 正体字S), que significa «caracteres de forma correcta». El término habitual en Occidente «caracteres tradicionales» es mucho más neutro, al no tener las connotaciones negativas ni positivas de los dos términos chinos.
La escritura china tradicional se utiliza en Taiwán y en las regiones administrativas especiales de China (Hong Kong y Macao). También tiene uso en los Estados Unidos y en ciertos países de América, Europa y el Asia-Pacífico donde hay comunidades de extranjeros descendientes de chinos. Mientras que en China continental se utiliza el chino simplificado. Los caracteres tradicionales no están proscritos y también tienen cierto uso.

## Terminología
Los caracteres chinos tradicionales reciben distintos nombres en el mundo de habla china. El Gobierno de Taiwán los denomina oficialmente «caracteres estándar u ortodoxos» (en chino tradicional, 正體字; en chino simplificado, 正体字; pinyin, zhèngtǐzì; bopomofo, ㄓㄥˋ ㄊㄧˇ ㄗˋ). Sin embargo, este mismo término se utiliza fuera de Taiwán para distinguir los caracteres estándar, sean simplificados o tradicionales, de los caracteres variantes e idiomáticos (en chino tradicional, 異體字; en chino simplificado, 异体字; pinyin, yìtǐzì).
En cambio, los usuarios de caracteres tradicionales fuera de Taiwán - en Hong Kong, Macao, las comunidades chinas de ultramar y también los usuarios de caracteres chinos simplificados- llaman a los caracteres tradicionales «caracteres complejos» (en chino tradicional, 繁體字; en chino simplificado, 繁体字; pinyin, fántǐzì; bopomofo, ㄈㄢˊ ㄊㄧˇ ㄗˋ), «caracteres antiguos» (en chino tradicional, 老字; pinyin, lǎozì; bopomofo, ㄌㄠˇ ㄗˋ) o «caracteres chinos completos» (en chino tradicional, 全體字; en chino simplificado, 全体字; pinyin, quántǐ zì; bopomofo, ㄑㄩㄢˊ ㄊㄧˇ ㄗˋ) para distinguirlos de los caracteres chinos simplificados.
Algunos usuarios de caracteres tradicionales sostienen que éstos son la forma original de los caracteres chinos y no pueden denominarse "complejos". Del mismo modo, sostienen que los caracteres simplificados no pueden denominarse "estándar" porque no se utilizan en todas las regiones de habla china. Por el contrario, los partidarios de los caracteres chinos simplificados se oponen a la descripción de los caracteres tradicionales como "estándar", ya que consideran que los nuevos caracteres simplificados son el estándar contemporáneo utilizado por la gran mayoría de los hablantes de chino. También señalan que los caracteres tradicionales no son realmente tradicionales, ya que muchos caracteres chinos se han hecho más elaborados con el paso del tiempo.
Algunas personas se refieren a los caracteres tradicionales simplemente como caracteres propios (en chino, 正字; pinyin, zhèngzì; bopomofo, ㄓㄥˋㄗˋ o en chino, 正寫; pinyin, zhèngxiě; bopomofo, ㄓㄥˋㄒㄧㄝˇ) y a los caracteres simplificados como "caracteres de trazo simplificado" (en chino tradicional, 簡筆字; en chino simplificado, 简笔字; pinyin, jiǎnbǐzì; bopomofo, ㄐㄧㄢˇㄅㄧˇㄗˋ) o "caracteres de trazo reducido" (en chino tradicional, 減筆字; en chino simplificado, 减笔字; pinyin, jiǎnbǐzì; bopomofo, ㄐㄧㄢˇㄅㄧˇㄗˋ), simplificado y reducido son en realidad homófonos en chino mandarín, ambos se pronuncian jiǎn.

## Diferencias regionales
Cada región tiene su estándar que en ocasiones difiere de los sistemas vecinos. Aunque la expresión «caracteres tradicionales» se utiliza para englobar todos los caracteres chinos no simplificados, estos no son idénticos y presentan diferencias, en algún caso notables.

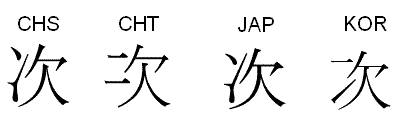
En algunos casos la "forma tradicional" se aparta del aspecto antiguo del carácter, nótese como el carácter 次 en su forma utilizada en China y Hong Kong se diferencia de la forma usada en Taiwán.

En la siguiente tabla aparecen caracteres que comparten el mismo punto de código de Unicode pero que según se etiquete con una región determinada puede presentar variaciones. 
| China | Taiwán | Hong Kong | Japonés | Coreano |
| ----- | ------ | --------- | ------- | ------- |
| 刃    | 刃     | 刃        | 刃      | 刃      |
| 令    | 令     | 令        | 令      | 令      |
| 毒    | 毒     | 毒        | 毒      | 毒      |
| 骨    | 骨     | 骨        | 骨      | 骨      |
| 縣    | 縣     | 縣        | 縣      | 縣      |
| 誤    | 誤     | 誤        | 誤      | 誤      |
| 船    | 船     | 船        | 船      | 船      |
| 述    | 述     | 述        | 述      | 述      |
| 煙    | 煙     | 煙        | 煙      | 煙      |
| 贈    | 贈     | 贈        | 贈      | 贈      |
| 雪    | 雪     | 雪        | 雪      | 雪      |
| 及    | 及     | 及        | 及      | 及      |
| 角    | 角     | 角        | 角      | 角      |
| 條    | 條     | 條        | 條      | 條      |
| 扁    | 扁     | 扁        | 扁      | 扁      |
| 低    | 低     | 低        | 低      | 低      |

| China | Taiwán | Hong Kong | Japonés | Coreano |
| ----- | ------ | --------- | ------- | ------- |
| 詩    | 詩     | 詩        | 詩      | 詩      |
| 函    | 函     | 函        | 函      | 函      |
| 純    | 純     | 純        | 純      | 純      |
| 賭    | 賭     | 賭        | 賭      | 賭      |
| 難    | 難     | 難        | 難      | 難      |
| 海    | 海     | 海        | 海      | 海      |
| 喝    | 喝     | 喝        | 喝      | 喝      |
| 練    | 練     | 練        | 練      | 練      |
| 灰    | 灰     | 灰        | 灰      | 灰      |
| 起    | 起     | 起        | 起      | 起      |
| 英    | 英     | 英        | 英      | 英      |
| 次    | 次     | 次        | 次      | 次      |
| 能    | 能     | 能        | 能      | 能      |
| 窗    | 窗     | 窗        | 窗      | 窗      |
| 於    | 於     | 於        | 於      | 於      |
| 化    | 化     | 化        | 化      | 化      |

## Distribución

### China continental
Aunque los caracteres simplificados son enseñados y promovidos por el gobierno de China, no hay ninguna prohibición contra el uso de caracteres tradicionales. Los caracteres tradicionales se usan a veces informalmente en algunas regiones de China, sobre todo en caligrafía china y también se pueden ver en inscripciones y textos religiosos. También son usados en logotipos y carteles para evocar épocas pasadas o simular antigüedad. No obstante, la mayoría de las comunicaciones en China están dominados por caracteres simplificados.

### Hong Kong y Macao
En Hong Kong y Macao, el chino tradicional ha sido la forma escrita legal desde la época colonial. Desde el comienzo del siglo XXI, los caracteres chinos simplificados en Hong Kong y Macao a veces aparecen para acomodar a los turistas e inmigrantes de China continental. Esto ha llevado a la preocupación de muchos residentes para proteger su patrimonio local.
En Hong Kong la norma que estandariza la escritura china es la Lista de grafemas de caracteres chinos de uso común, promulgada en 1984 y que ha pasado sucesivas revisiones. 

### Taiwán
En Taiwán nunca se han usado los caracteres simplificados. Los taiwaneses educados entienden hasta cierto punto los caracteres simplificados y aprender a leerlos requiere poco esfuerzo. Algunas simplificaciones de trazos que se han incorporado al chino simplificado son de uso común en la escritura a mano.
La norma de referencia de los caracteres tradicionales en Taiwán recibe el nombre de Forma estándar de los caracteres nacionales y está establecido por el Ministerio de Educación.